# Marta Trancu-Rainer
Marta Trancu-Rainer (n. 25 septembrie 1875, Târgu Frumos, județul Iași – d. 9 ianuarie 1950, București) a fost un medic român, prima femeie chirurg din România, membră a Academiei de Medicină din România.

## Biografie
Marta Trancu s-a născut în 1875 în orașul Târgu Frumos, în familia negustorilor armeni Lazăr Trancu și Ana, născută Ciomac. Fratele său mai mare, Grigore Trancu-Iași, a devenit un cunoscut om politic, profesor universitar, scriitor și memorialist.
Orfană de tată la vârsta de 11 ani, Marta urmează studiile secundare la pensionul Humpel din Iași ca bursieră externă. Dorind să practice medicina, se înscrie la Facultatea de Medicină din Iași în 1893. La sfârșitul primului an de studii obține, datorită rezultatelor merituoase, bursa Fundației „Vasile Adamachi” a Academiei Române.
În anul 1899 termină studiile medicale, avându-i în acceași promoție pe Constantin Botez, cunoscut ulterior ca un animator al vieții culturale ieșene, și pe Leon Ghelerter și pleacă la București cu intenția de a se specializa în anatomie patologică cu profesorul Babeș. În prealabil, însă, se prezintă la Clinca medicală de la Spitalul Colțea condusă de profesorul George Stoicescu care îi propune să rămână în clinică și să se specializeze în anatomie patologică alături de șeful de laborator al clinicii, Francisc Iosif Rainer.
Ulterior reușește la examenul pentru postul de medic secundar în chirurgie, practicând în specialitățile de chirurgie și ginecologie. Se căsătorește la 7 februarie 1903 cu Francisc Rainer, reputat anatomist și antropolog.
În timpul Primului Război Mondial este mobilizată cu gradul de maior și conduce trei spitale militare - spitalul Colțea, spitalul de chirurgie instalat la Palatul regal din Calea Victoriei (la cererea Reginei Maria) și spitalul de la Școala de Poduri și Șosele, organizat de Societatea pentru Profilaxia Tuberculozei - unde operează soldații răniți.
A fost medicul curant al Reginei Maria și al ficelor acesteia.
După război își continuă activitatea profesională și cercetările alături de soțul său. Este aleasă membru a Academiei de Medicină din România (1935) și membru de onoare a Societății de Biologie din București.

## Scrieri
- Marta Trancu-Rainer, File de jurnal, Cuvânt introductiv, selecție de texte și note de Mihai Neagu Basarab, Editura Eminescu, București, 1982, 310 pagini